# Kamen Rider-series

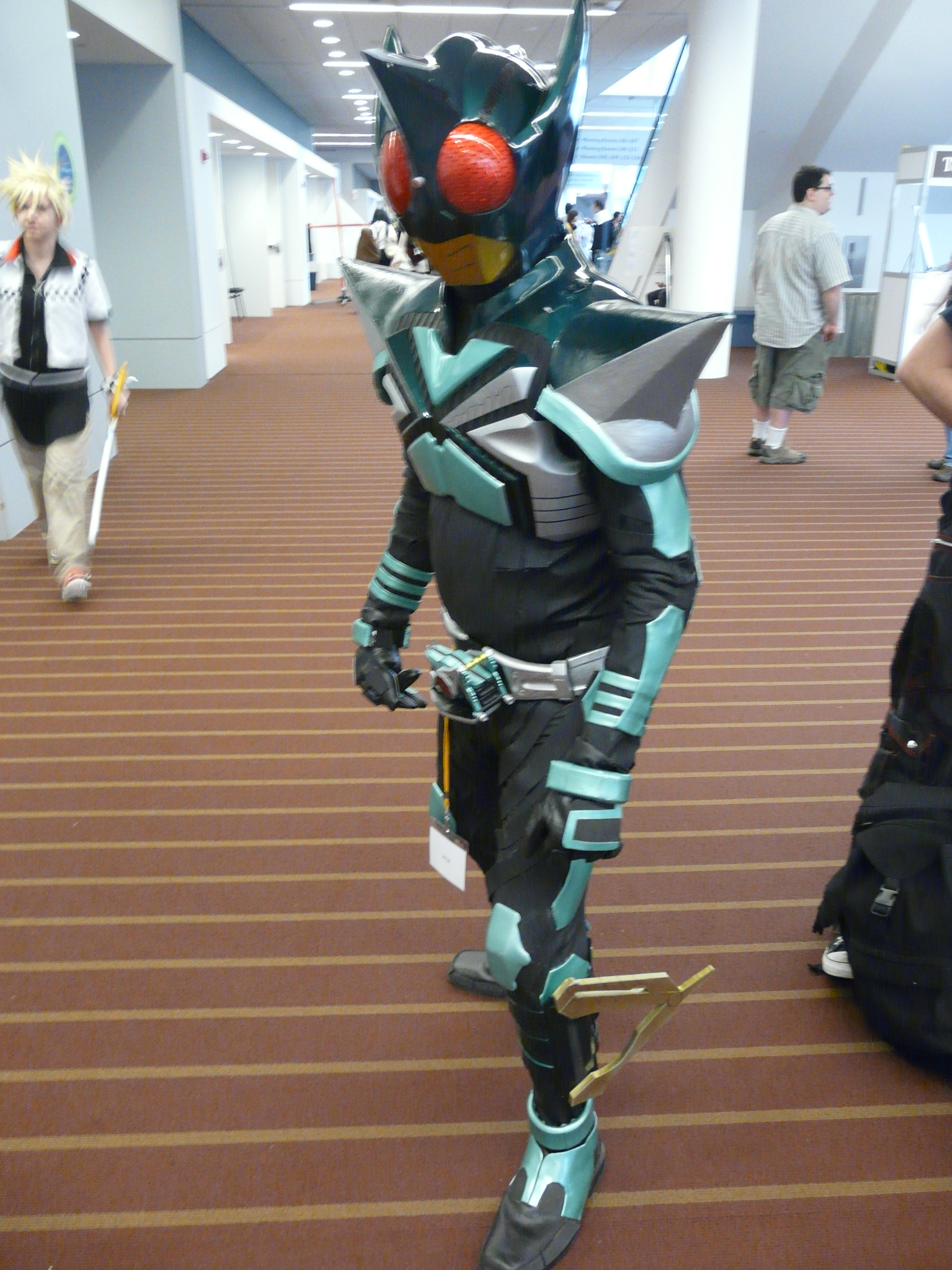
Een fan verkleed als een Kamen Rider

De Kamen Rider-series (仮面ライダーシリーズ, Kamen Raidā Shirīzu,  te vertalen als "Gemaskerde rijder-series") zijn een mediafranchise van Japanse tokusatsuseries. De franchise begon in 1971 met een serie genaamd Kamen Rider. In de loop der jaren is de franchise uitgegroeid met vele spin-off series en films.

## Geschiedenis

### Showaperiode
De series begonnen oorspronkelijk onder de titel "Masked Hero Project". Geproduceerd door Toru Hirayama (平山 亨, Hirayama Tōru), bleven de plannen voor de serie bijna vijf jaar liggen omdat Hirayama aan andere series werkte. In 1969 werd Shotaro Ishinomori, die bekend was voor zijn werk op het gebied van Tokusatsu, benaderd door Hirayama om zijn Skull Man manga om te laten zetten voor het Masked Hero Project.
Oorspronkelijk werd het project geweigerd omdat het volgens critici te gewelddadig was. Daarom werd het plan aangepast. In plaats van een schedel werd het kostuum van de held gebaseerd op een sprinkhaan.
Kamen Rider debuteerde in april 1971, maar de kijkcijfers waren lager dan verwacht en de show kwam op het randje van de afgrond. Toen acteur Fujioka Hiroshi, die de hoofdrol vertolkte, bij de opnames gewond raakte, werd een nieuwe held geïntroduceerd. Dit werd Ichimonji Hayato. Deze twee acteurs bleven meedoen in alle andere Kamen Rider series uit de Showa periode. Ook deed in alle series van 1971 tot 1976 het personage Tobei Tachibana (立花 藤兵衛, Tachibana Tōbei) mee.
Na vier jaar niet te zijn uitgezonden keerde de serie in 1979 terug voor nog eens twee jaar met Kamen Rider (Skyrider) en Kamen Rider Super-1. Hierin werd het personage Tachibana vervangen door Genjiro Tani (谷 源次郎, Tani Genjirō).
In 1984 keerde de Kamen Rider-franchise terug voor een eenmalige special met Birth of the 10th! Kamen Riders All Together! waarin Kamen Rider ZX zijn debuut maakt.
Kamen Rider Black was de eerste Kamen Rider-serie die geen banden leek te hebben met zijn voorgangers, maar als een opzichzelfstaande serie kon worden beschouwd. Wel was dit de eerste Kamen Rider-serie die een direct vervolg kreeg: Kamen Rider Black RX. Deze serie vormde de basis voor de Amerikaanse serie Masked Rider. In de laatste aflevering van RX keerden tien helden uit vorige series terug om te helpen bij het laatste gevecht.

### Heiseiperiode
Na Kamen Rider Black RX werd het een tijdje stil rondom de Kamen Rider-series. Bijna de gehele jaren 90 waren de series afwezig. Wel werden er muziek-cd’s en theatershows gemaakt gebaseerd op de oude series. Ook verschenen in deze periode drie Kamen Rider-films: Shin, ZO, en J.
In mei 1999 kondigde Toei Company een nieuwe Kamen Rider-serie aan: Kamen Rider Kuuga. Deze serie was onderdeel van de geplande heropleving van de Kamen Rider series, die al sinds 1997 op de planning stond. Op 30 januari ging Kamen Rider Kuuga in première, en kreeg goede kritieken. Dit succes leidde tot de tweede serie uit de Heisei-periode, Kamen Rider Agito. Sindsdien is er elk jaar een nieuwe Kamen Rider-serie gemaakt.
De derde serie uit de Heisei-periode was Kamen Rider Ryuki. Deze serie gebruikte het concept van 13 Riders. Daarmee nam de serie een andere wending dan zijn voorgangers. Deze veranderingen vielen niet goed bij het publiek, en de kijkcijfers waren duidelijk lager. Zowel deze serie als zijn opvolger, Kamen Rider 555, werden gered van vroegtijdige beëindiging door de sterke merchandising.
De vijfde en zesde series werden geplaagd door problemen achter de schermen. Kamen Rider Blade was de op een na slechtst bekeken Kamer Rider serie ooit, en verkocht ook nauwelijks merchandisingproducten. Gedurende het maken van de serie werden veel van de scriptschrijvers ontslagen. Kamen Rider Hibiki, de zesde serie, werd een van de meest controversiële Kamen Rider series. De serie introduceerde nieuwe thema’s en een nieuw uiterlijk voor de held. Ook bij deze serie werd het schrijversteam halverwege de serie vervangen.
In 2005 verscheen de film Kamen Rider The First. Deze film was gebaseerd op de originele manga en de oorspronkelijke televisieseries.
In 2009 werd het tienjarig bestaan van de Heiseireeks gevierd met de serie Kamen Rider Decade, waarin de Kamen Riders uit alle Heisei-series terugkeren en een paar uit de Showa-series terugkeren.

## Achtergrond
Hoewel de series los staan van elkaar, delen ze wel een paar kenmerken. In elke serie verandert ten minste 1 jonge man in een Kamen Rider, een held die verschillende monsters en kwaadaardige organisaties bevecht. Deze organisaties of monsters hebben vrijwel altijd connecties met de oorsprong van de betreffende Kamen Rider. In de loop van de serie ontdekt de held meer informatie over zijn vijanden, de oorsprong van zijn krachten en andere Kamen Riders. Alle Showa-Kamen riders verkregen hun krachten via een operatieve aanpassing van hun lichaam, maar in de Heisie-series worden ook andere manieren om te transformeren geïntroduceerd.
De kostuums zijn in de loop der jaren veranderd. In de Showaseries waren de kostuums van de Kamen Riders over het algemeen gebaseerd op een sprinkhaan. In de Heiseiseries kennen de kostuums meer variatie, maar de insectachtige ogen in de helm zijn wel vrijwel altijd aanwezig.
Een belangrijk onderdeel in de Kamen Rider-series zijn de motorfietsen van de helden, vaak Rider Machines genoemd. Deze werden lange tijd gemaakt door Suzuki, en later door Honda. Een kenmerk geïntroduceerd in Kamen Rider Stronger en verder uitgewerkt in Kamen Rider Black RX is dat veel Kamen Riders meerdere vormen hebben, elk met hun eigen krachten en vaardigheden. Deze alternatieve vormen komen vaak later in de serie beschikbaar. Kamen Riders kunnen over verschillende wapens beschikken, maar vechten meestal met hun vuisten. De bekendste techniek van de Kamen Riders is de Rider Kick.
De Kamen Rider-series uit de Showareeks waren duidelijk met elkaar verbonden. Zo hadden de twee helden uit de originele serie gastrollen in vrijwel elke andere serie uit de Showaperiode, en hadden ook andere Kamen Riders uit vorige series een gastrol in de nieuwste serie. Deze traditie werd gebroken na Kamen Rider Black RX. Vanaf Kamen Rider Kuuga werd elke serie als een opzichzelfstaande productie beschouwd.
Tot Kamen Rider Decade kwam, toen kwamen alle vorige Heisei Riders terug, in de film All Riders vs Dai-Shocker kwamen zelfs alle vorige riders, inclusief Kamen Rider Double in voor.

## Producties

### Televisieseries

#### Shōwaperiode
| Jaar        | Naam                   | Afleveringen |
| ----------- | ---------------------- | ------------ |
| 1971 – 1973 | Kamen Rider            | 98           |
| 1973 – 1974 | Kamen Rider V3         | 52           |
| 1974        | Kamen Rider X          | 35           |
| 1974 – 1975 | Kamen Rider Amazon     | 24           |
| 1975        | Kamen Rider Stronger   | 39           |
| 1979 – 1980 | Kamen Rider (Skyrider) | 54           |
| 1980 – 1981 | Kamen Rider Super-1    | 48           |
| 1987 – 1988 | Kamen Rider Black      | 51           |
| 1988 – 1989 | Kamen Rider Black RX   | 47           |

#### Heiseiperiode
| Jaar        | Naam               | Afleveringen |
| ----------- | ------------------ | ------------ |
| 2000 – 2001 | Kamen Rider Kuuga  | 49           |
| 2001 – 2002 | Kamen Rider Agito  | 51           |
| 2002 – 2003 | Kamen Rider Ryuki  | 50           |
| 2003 – 2004 | Kamen Rider 555    | 50           |
| 2004 – 2005 | Kamen Rider Blade  | 49           |
| 2005 – 2006 | Kamen Rider Hibiki | 48           |
| 2006 – 2007 | Kamen Rider Kabuto | 49           |
| 2007 - 2008 | Kamen Rider Den-O  | 49           |
| 2008 - 2009 | Kamen Rider Kiva   | 48           |
| 2009        | Kamen Rider Decade | 31           |
| 2009 - 2010 | Kamen Rider Double | 49           |
| 2010 - 2011 | Kamen Rider OOO    | 48           |
| 2011 - 2012 | Kamen Rider Fourze | 48           |
| 2012 - 2013 | Kamen Rider Wizard | 53           |
| 2013 - 2014 | Kamen Rider Gaim   | 47           |
| 2014 - 2015 | Kamen Rider Drive  | 48           |
| 2015 - 2016 | Kamen Rider Ghost  | 50           |
| 2016 - 2017 | Kamen Rider Ex-Aid | 45           |
| 2017 - 2018 | Kamen Rider Build  | 49           |
| 2018 - 2019 | Kamen Rider Zi-O   | 49           |

#### Reiwaperiode
| Jaar        | Naam                 | Afleveringen |
| ----------- | -------------------- | ------------ |
| 2019 - 2020 | Kamen Rider Zero-One | 45           |
| 2020 - 2021 | Kamen Rider Saber    | 48           |
| 2021 - 2022 | Kamen Rider Revice   | 50           |
| 2022 - 2023 | Kamen Rider Geats    | 49           |
| 2023 - 2024 | Kamen Rider Gotchard | 50           |
| 2024 - 2025 | Kamen Rider Gavv     | 50           |
| 2025 - 2026 | Kamen Rider Zeztz    | TBA          |

### TV Specials
Shōwaperiode
- 1976: All Together! Seven Kamen Riders
- 1979: Immortal Kamen Rider Special
- 1984: Birth of the 10th! Kamen Riders All Together!!
- 1987: This Is Kamen Rider Black
- 1988: Kamen Rider Ichigou through RX: Big Gathering

Heiseiperiode
- 1993: Ultraman vs. Kamen Rider (coproductie met Tsuburaya Productions)
- 2000: Kamen Rider Kuuga: New Year's Special
- 2001: Kamen Rider Agito Special: Another New Henshin
- 2002: Kamen Rider Ryuki Special: 13 Riders
- 2004: Kamen Rider Blade: New Generation
- 2006: 35th Masked Rider Anniversary File

### Films
Van bijna elke Kamen Rider-serie is ten minste 1 film gemaakt. Verder bestaan er een aantal cross-over films waarin Kamen Riders uit meerdere series elkaar ontmoeten, en een paar losse films met nieuwe Kamen Riders in de hoofdrol.
Shōwaperiode
- 1971: Go Go Kamen Rider
- 1972: Kamen Rider Vs. Shocker
- 1972: Kamen Rider Vs. Hell Ambassador
- 1973: Kamen Rider V3
- 1973: Kamen Rider V3 vs. the Destron Monsters
- 1974: Kamen Rider X
- 1974: Kamen Rider X: The Five Riders Vs. King Dark
- 1975: Kamen Rider Amazon
- 1975: Kamen Rider Stronger
- 1980: Kamen Rider: Eight Riders vs. Galaxy King
- 1981: Kamen Rider Super-1
- 1988: Kamen Rider Black: Hurry to Evil Island
- 1988: Kamen Rider Black: Fear! Evil Monster Mansion
- 1989: Kamen Rider: Stay in the World - 3-D theme park special

Heiseiperiode
- 1993: Kamen Rider ZO (1)
- 1994: Kamen Rider J (1)
- 1994: Kamen Rider World
- 2001: Kamen Rider Agito: Project G4
- 2002: Kamen Rider Ryuki: Episode Final
- 2003: Kamen Rider 555: Paradise Lost
- 2004: Kamen Rider Blade: Missing Ace - Alternate ending to series.
- 2005: Kamen Rider Hibiki & The Seven Fighting Demons
- 2005: Kamen Rider The First
- 2006: Kamen Rider Kabuto: God Speed Love
- 2007: Kamen Rider Den-O: I'm Born!
- 2007: Kamen Rider The Next
- 2008: Kamen Rider Den-O & Kiva: Climax Deka
- 2008: Kamen Rider Kiva: King of the Castle in the Demon World
- 2008: Saraba Kamen Rider Den-O: Final Countdown
- 2009: Cho Kamen Rider Den-O & Decade NEO Generations: The Onigashima Battleship
- 2009: Kamen Rider Decade: All Riders vs. Dai-Shocker
- 2009: Kamen Rider × Kamen Rider Double & Decade: Movie Wars 2010
  - Kamen Rider Decade: The Last Story
  - Kamen Rider W: Begins Night
  - Movie War 2010
- 2010: Kamen Rider × Kamen Rider × Kamen Rider The Movie: Cho-Den-O Trilogy
- 2010: Kamen Rider W Forever: A to Z/the Gaia Memories Of Fate
- 2010: Kamen Rider x Kamen Rider OOO and W Featuring Skull: Movie War Core
  - Kamen Rider Skull: Message for Double
  - Kamen Rider OOO: Nobunaga's Desire
  - Movie War Core
- 2011: OOO, Den-O, All Riders: Let's Go Kamen Rider
- 2011: Kamen Rider OOO Wonderful: The Shogun and the 21 Core Medals
- 2011: Kamen Rider x Kamen Rider Fourze and OOO: Movie Mega Max
  - Beginning
  - Kamen Rider OOO
  - Futo: The Conspiracy Advances
  - Kamen Rider Fourze
  - Movie Mega Max
- 2012: Kamen Rider x Super Sentai: Super Hero Taisen
- 2012: Kamen Rider Fourze the Movie: Everyone, Space Is Here
- 2012: Kamen Rider x Kamen Rider Wizard and Fourze: Movie War Ultimatum
  - Kamen Rider Wizard
  - Kamen Rider Fourze
  - Movie War Utlimatum
- 2013: Kamen Rider x Super Sentai x Space Sheriff: Super Hero Taisen Z
- 2013: Kamen Rider Wizard in Magic Land
- 2013: Kamen Rider x Kamen Rider Gaim and Wizard The Fateful Sengoku Movie Battle

## Niet-Japanse series

### Thailand
In 1974 produceerde Chaiyo Productions in Thailand de serie Hanuman and the Five Riders.

### Taiwan
In 1975 en 1976 maakte de Taiwanese studio Tungstar Company Limited drie Super Riders-series, gebaseerd op de Japanse Kamen Rider-series.
- 1975: The Super Rider V3 gebaseerd op Kamen Rider V3
- 1976: The Five Of Super Rider gebaseerd op Kamen Rider X
- 1976: The Super Riders Gebaseerd op Kamen Rider vs. Shocker en Kamen Rider vs. Hell Ambassador

### Verenigde Staten
In 1995 besloot Saban Entertainment, nadat hij succesvol de Super Sentai series had omgezet tot het Amerikaanse Power Rangers, ook de Kamen Rider series om te zetten naar een Amerikaanse serie. Saban's versie van Kamen Rider was Masked Rider, gebaseerd op Kamen Rider Black RX. De serie was een spin-off van Mighty Morphin Power Rangers. De serie gebruikte ook beeldmateriaal van de films Kamen Rider ZO en Kamen Rider J. De serie was echter geen succes.
In 2009 verscheen een tweede Amerikaanse serie, Kamen Rider Dragon Knight. Deze serie was gebaseerd op Kamen Rider Ryuki.